# Nu Centauri
Nu Centauri (ν Centauri / ν Cen) è una stella binaria della costellazione del Centauro, distante 437 anni luce dal sistema solare e avente magnitudine apparente +3,39. Nell'astronomia cinese era conosciuta, insieme a μ Centauri, con il nome di Wei. Posta alla declinazione di -41° S è una stella dell'emisfero australe, da dove la sua osservazione è privilegiata, nonostante essa sia visibile nell'emisfero nord fino alla declinazione +48° N.

## Osservazione
La sua posizione moderatamente australe fa sì che questa stella sia osservabile specialmente dall'emisfero sud, in cui si mostra alta nel cielo nella fascia temperata; dall'emisfero boreale la sua osservazione risulta invece più penalizzata, specialmente al di fuori della sua fascia tropicale. Essendo di magnitudine +3,39, la si può osservare anche dai piccoli centri urbani senza difficoltà, sebbene un cielo non eccessivamente inquinato sia maggiormente indicato per la sua individuazione.
Il periodo migliore per la sua osservazione nel cielo serale ricade nei mesi compresi fra fine marzo e agosto; nell'emisfero sud è visibile anche verso l'inizio della primavera, grazie alla declinazione australe della stella, mentre nell'emisfero nord può essere osservata in particolare durante i mesi tardo-primaverili boreali.

## Caratteristiche fisiche
Nu Centauri è una binaria spettroscopica che era classificata come variabile ellissoidale rotante, una categoria di stelle binarie dove la stretta vicinanza delle componenti porta a deformare i dischi stellari causando una piccola variazione di luminosità corrispondente al periodo orbitale delle componenti. Tuttavia uno studio del 2021 indica che la stella fa parte di una nuova classe di variabili dove la variabilità dipende dalla differente riflettenza della stella più fredda illuminata dalla vicina compagna più calda durante il percorso orbitale, e non dalla deformazione dei dischi stellari.
La stella principale del sistema è una sugbigante blu di classe spettrale B2IV, 5000 volte più luminosa del Sole e con una massa 8,5 volte superiore. È anche una variabile Beta Cephei, con una luminosità che varia da magnitudine 3,38 a 3,41 in un periodo di 0,17 giorni.
La compagna, che ruota attorno alla principale in 2,63 giorni, pare una stella di massa molto minore alla principale, anche se i parametri di questa non sono ben conosciuti. La sua distanza dalla principale sarebbe di appena 0,08 UA, cioè il 20% dell'orbita di Mercurio attorno al Sole.
Il moto proprio della stella fa pensare che faccia parte dell'associazione stellare dello Scorpius-Centaurus, e più precisamente del sottogruppo Centauro superiore-Lupo.